# Rondefontaine
Rondefontaine est une commune rurale de montagne, commune française située dans le département du Doubs, la région culturelle et historique de Franche-Comté et la région administrative Bourgogne-Franche-Comté. 
Ses habitants s'appellent les Rondefontaines et les Rondefontains.

## Géographie

### Toponymie
Rondefontanne en 1382 ; Rondefontaine depuis 1383.
De la commune on jouit d'un point de vue panoramique sur la chaîne des Alpes ainsi que sur le lac de Remoray et sur le lac de Saint-Point. La commune est située sur le Parc naturel régional du Haut-Jura et fait partie du Massif du Jura. Les forêts Le Bois de la Pile et Le Bois de la Pila se trouvent à 1,3 kilomètre de Rondefontaine.
La grande ville la plus proche est Pontarlier, à 23 kilomètres de la commune.

### Climat
Pour des articles plus généraux, voir Climat de la Bourgogne-Franche-Comté et Climat du Doubs.
En 2010, le climat de la commune est de type climat de montagne, selon une étude du Centre national de la recherche scientifique s'appuyant sur une série de données couvrant la période 1971-2000. En 2020, Météo-France publie une typologie des climats de la France métropolitaine dans laquelle la commune est exposée à un climat de montagne ou de marges de montagne et est dans la région climatique  Jura, caractérisée par une forte pluviométrie en toutes saisons (1 000 à 1 500 mm/an), des hivers rigoureux et un ensoleillement médiocre. 
Pour la période 1971-2000, la température annuelle moyenne est de 6,4 °C, avec une amplitude thermique annuelle de 16,1 °C. Le cumul annuel moyen de précipitations est de 1 750 mm, avec 12,7 jours de précipitations en janvier et 11,3 jours en juillet. Pour la période 1991-2020, la température moyenne annuelle observée sur la station météorologique de Météo-France la plus proche, « Mouthe », sur la commune de Mouthe à 3 km à vol d'oiseau, est de 6,9 °C et le cumul annuel moyen de précipitations est de 1 677,4 mm. 
La température maximale relevée sur cette station est de 36 °C, atteinte le 1er juillet 1952 ; la température minimale est de −36,7 °C, atteinte le 13 janvier 1968,,. 
Les paramètres climatiques de la commune ont été estimés pour le milieu du siècle (2041-2070) selon différents scénarios d'émission de gaz à effet de serre à partir des nouvelles projections climatiques de référence DRIAS-2020. Ils sont consultables sur un site dédié publié par Météo-France en novembre 2022.

## Urbanisme

### Typologie
Au 1er janvier 2024, Rondefontaine est catégorisée commune rurale à habitat très dispersé, selon la nouvelle grille communale de densité à 7 niveaux définie par l'Insee en 2022.
Elle est située hors unité urbaine et hors attraction des villes,.

### Occupation des sols
L'occupation des sols de la commune, telle qu'elle ressort de la base de données européenne d’occupation biophysique des sols Corine Land Cover (CLC), est marquée par l'importance des forêts et milieux semi-naturels (68,6 % en 2018), en diminution par rapport à 1990 (72,2 %). La répartition détaillée en 2018 est la suivante : 
forêts (68,6 %), zones agricoles hétérogènes (27,5 %), prairies (3,6 %), terres arables (0,3 %). L'évolution de l’occupation des sols de la commune et de ses infrastructures peut être observée sur les différentes représentations cartographiques du territoire : la carte de Cassini (XVIIIe siècle), la carte d'état-major (1820-1866) et les cartes ou photos aériennes de l'IGN pour la période actuelle (1950 à aujourd'hui).

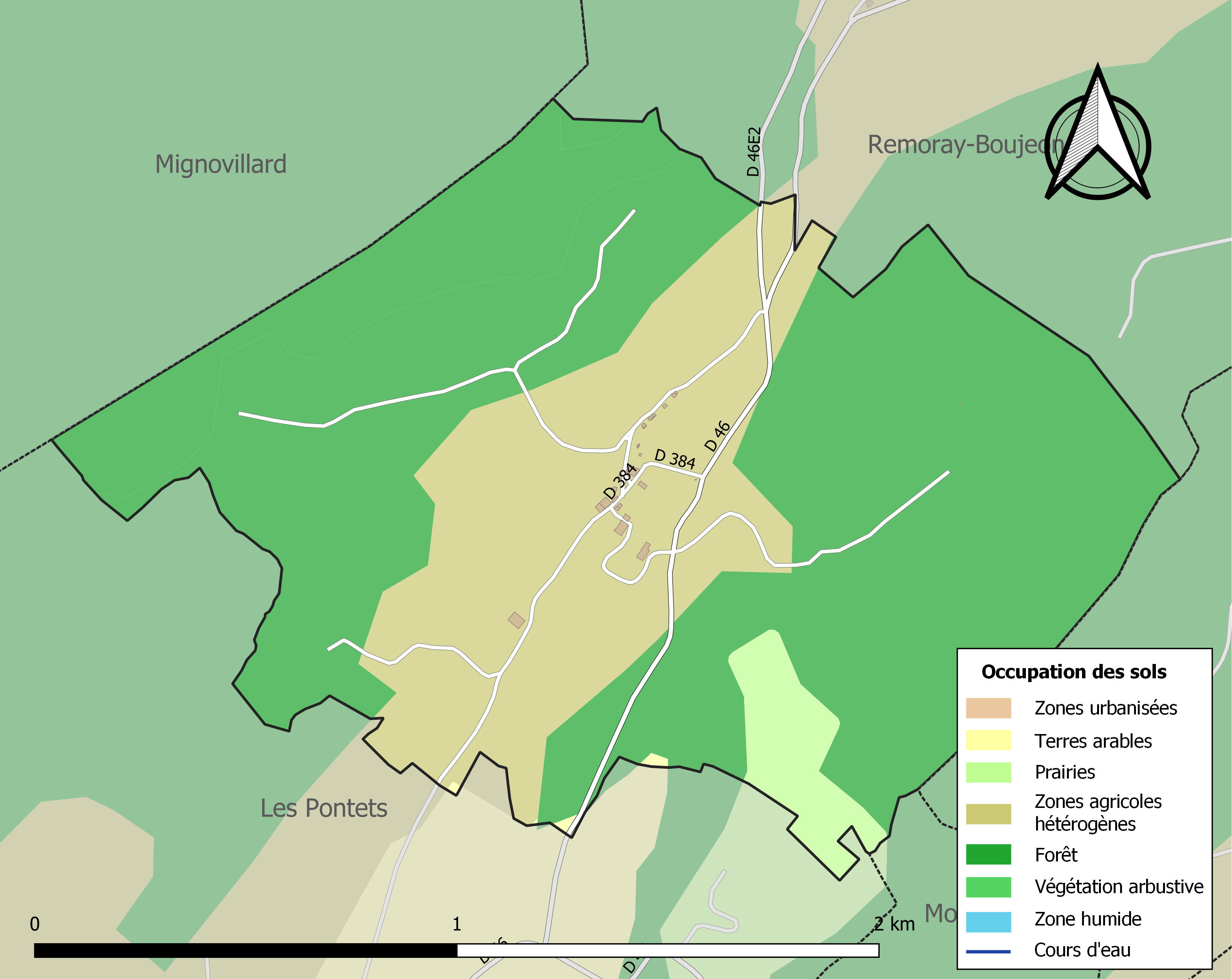
Carte des infrastructures et de l'occupation des sols de la commune en 2018 (CLC).

## Appellations d'origine contrôlée
Rondefontaine est située sur le territoire des AOC suivantes : les fromages Mont d'Or, le Morbier, le Comté et le Gruyère.

## Catastrophes naturelles
Fin décembre 1999, la commune a été victime d'inondations, de coulées de boue et de mouvements de terrain.

## Histoire

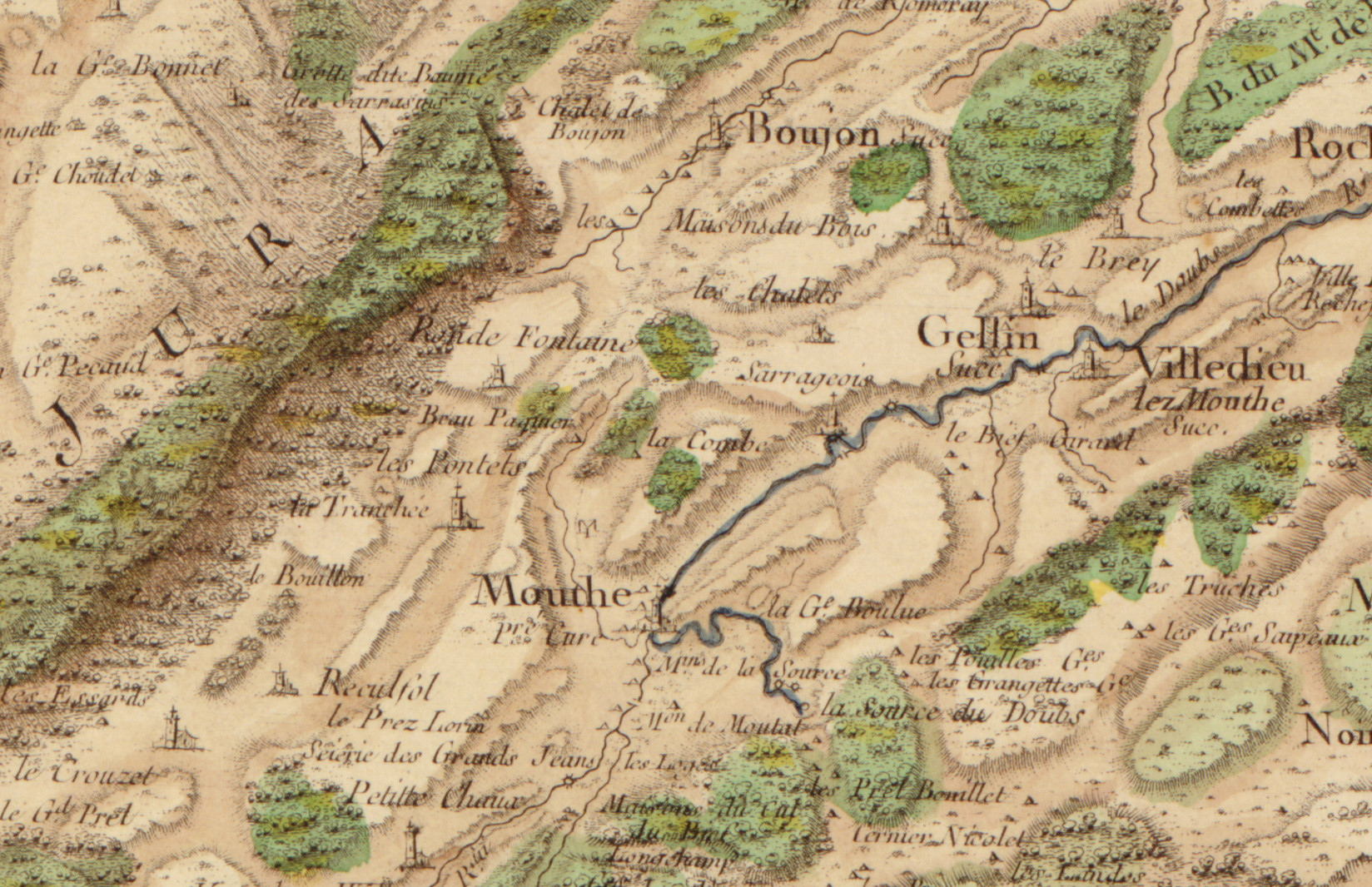
Carte de Cassini.

Cette petite commune de montagne s'est développée au XIIe siècle à la faveur du radoucissement du climat. Une petite fontaine se trouve dans une vallée au début d'une forêt. Au XIVe siècle quand commence le mini-âge glaciaire, la commune est abandonnée par sa population avant d'être de nouveau habitée à partir de la fin du XVIe siècle. La petite église date de cette époque. La paroisse devient une commune en 1789.
En 1801, le nom de la commune était Ronde-Fontaine.

## Politique et administration
| Période                                  | Période                     | Identité                                       | Étiquette | Qualité         |
| ---------------------------------------- | --------------------------- | ---------------------------------------------- | --------- | --------------- |
| vers 1845                                |                             | Baud                                           |           |                 |
| avant 1988                               | ?                           | René Robbe                                     |           |                 |
| mars 2001                                | 2008                        | René Grisot                                    |           |                 |
| mars 2008                                | En cours (au 1er juin 2020) | Sylvain Fievet, Réélu pour le mandat 2020-2026 | DVD       | Agent technique |
| Les données manquantes sont à compléter. |                             |                                                |           |                 |

## Démographie
L'évolution du nombre d'habitants est connue à travers les recensements de la population effectués dans la commune depuis 1793. Pour les communes de moins de 10 000 habitants, une enquête de recensement portant sur toute la population est réalisée tous les cinq ans, les populations de référence des années intermédiaires étant quant à elles estimées par interpolation ou extrapolation. Pour la commune, le premier recensement exhaustif entrant dans le cadre du nouveau dispositif a été réalisé en 2007.

En 2022, la commune comptait 38 habitants, en évolution de +18,75 % par rapport à 2016 (Doubs : +1,88 %, France hors Mayotte : +2,11 %).
| 1793 | 1800 | 1806 | 1821 | 1831 | 1836 | 1841 | 1846 | 1851 |
| ---- | ---- | ---- | ---- | ---- | ---- | ---- | ---- | ---- |
| 68   | 66   | 62   | 62   | 69   | 69   | 60   | 59   | 57   |

| 1856 | 1861 | 1866 | 1872 | 1876 | 1881 | 1886 | 1891 | 1896 |
| ---- | ---- | ---- | ---- | ---- | ---- | ---- | ---- | ---- |
| 43   | 42   | 56   | 40   | 33   | 27   | 35   | 35   | 33   |

| 1901 | 1906 | 1911 | 1921 | 1926 | 1931 | 1936 | 1946 | 1954 |
| ---- | ---- | ---- | ---- | ---- | ---- | ---- | ---- | ---- |
| 31   | 30   | 30   | 28   | 29   | 27   | 29   | 28   | 25   |

| 1962 | 1968 | 1975 | 1982 | 1990 | 1999 | 2006 | 2007 | 2012 |
| ---- | ---- | ---- | ---- | ---- | ---- | ---- | ---- | ---- |
| 23   | 21   | 16   | 21   | 24   | 23   | 27   | 28   | 29   |

| 2017 | 2022 | - | - | - | - | - | - | - |
| ---- | ---- | - | - | - | - | - | - | - |
| 34   | 38   | - | - | - | - | - | - | - |

## Lieux et monuments

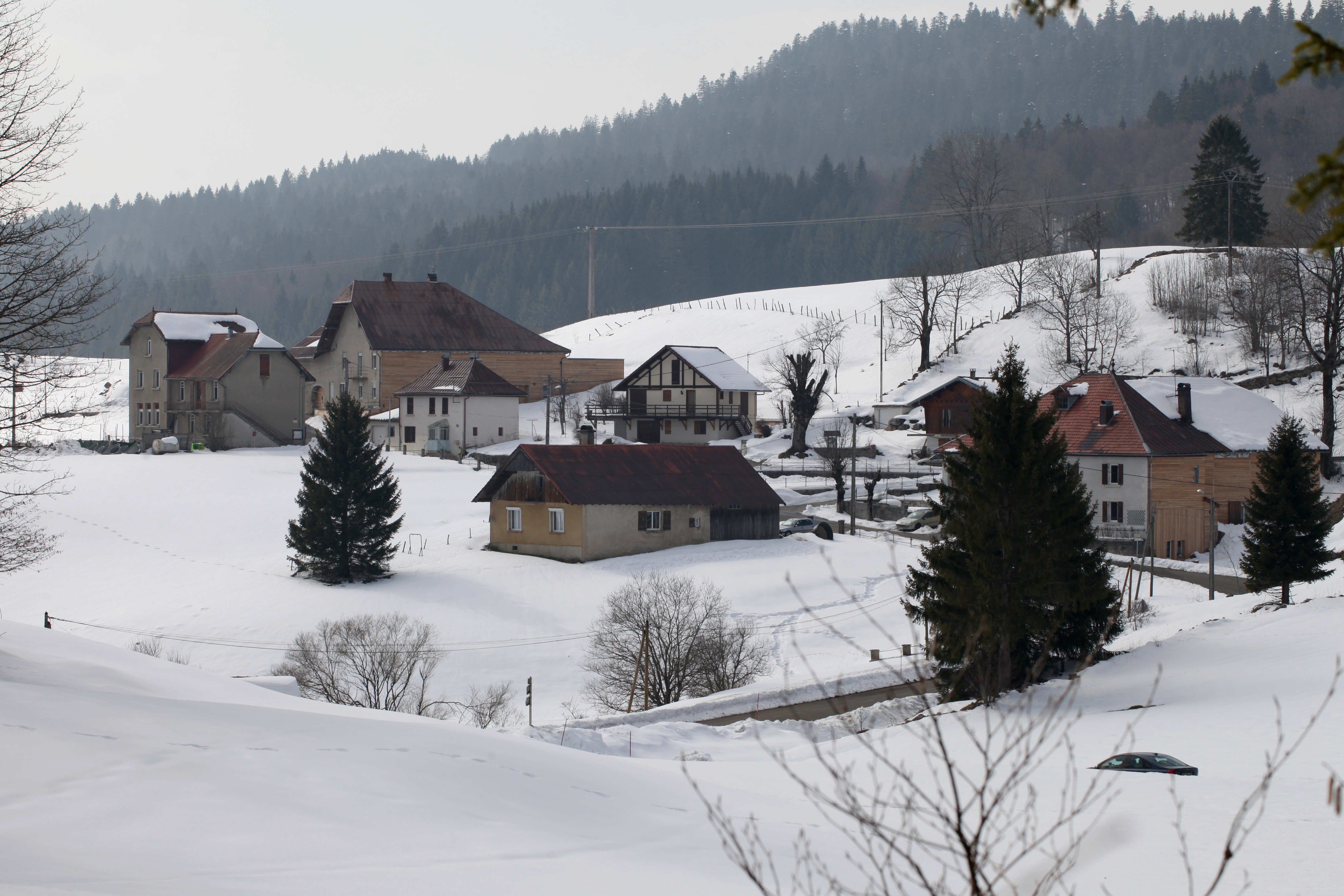
Le village en hiver.
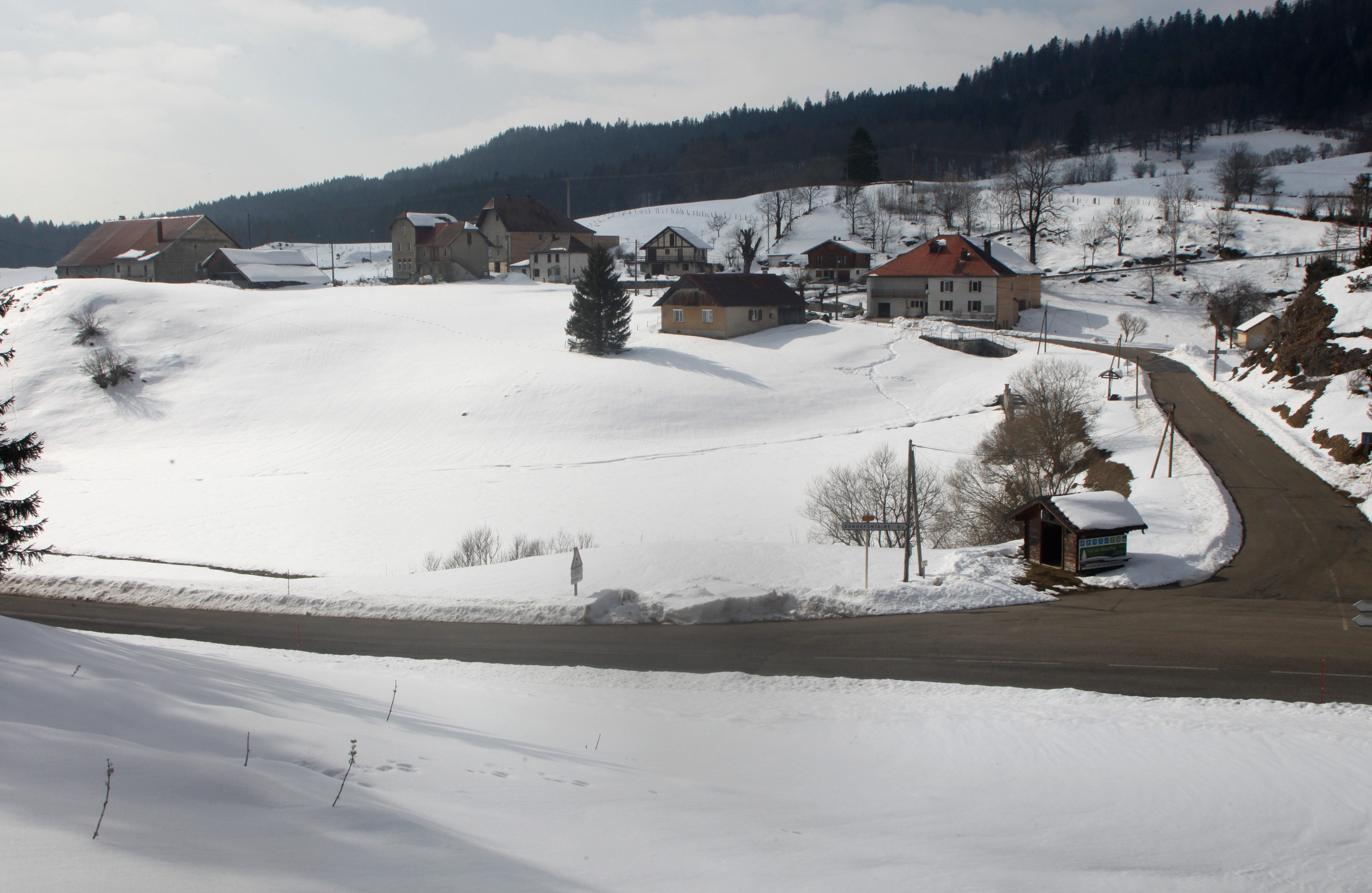
Accès au village.
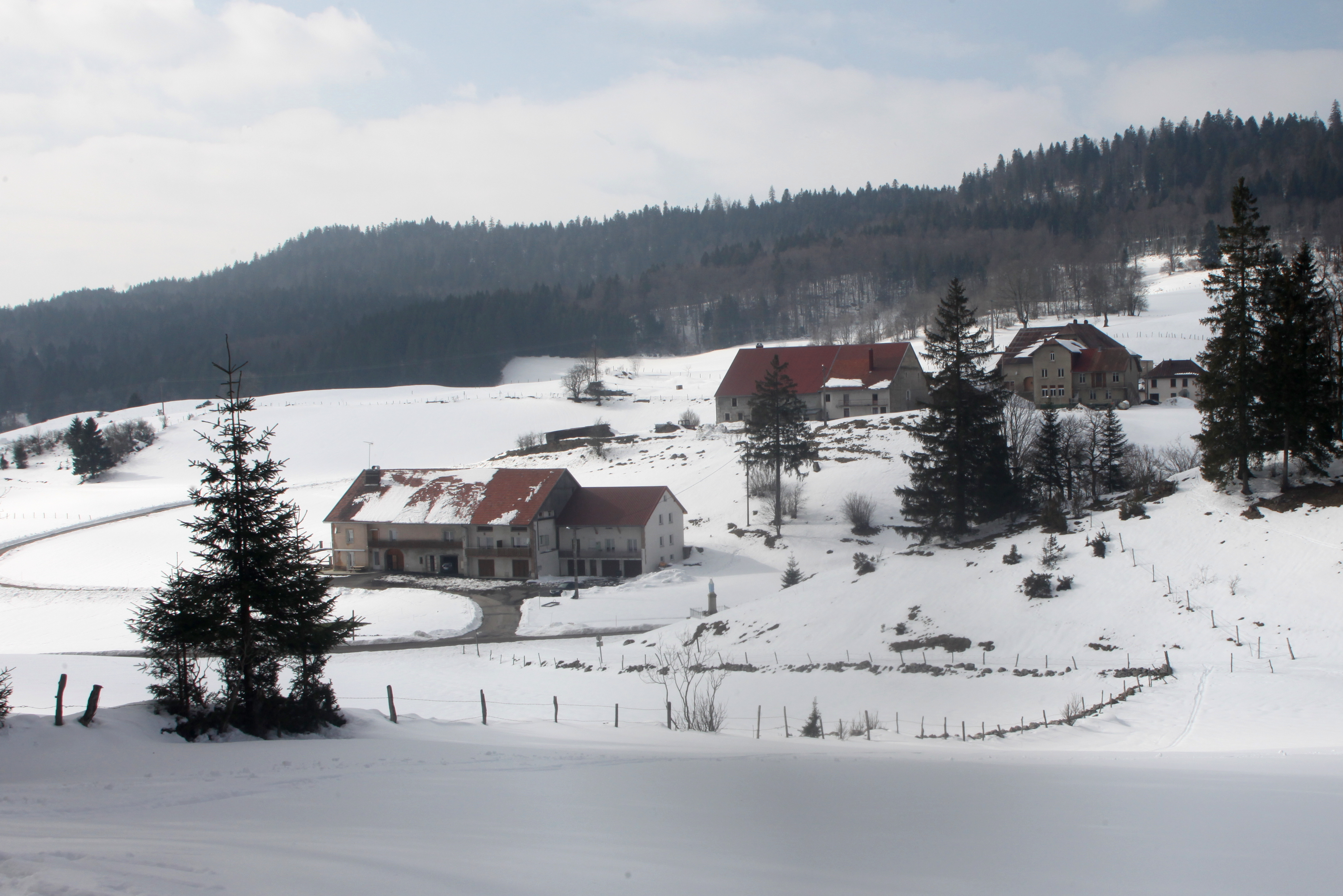
Le village en hiver.
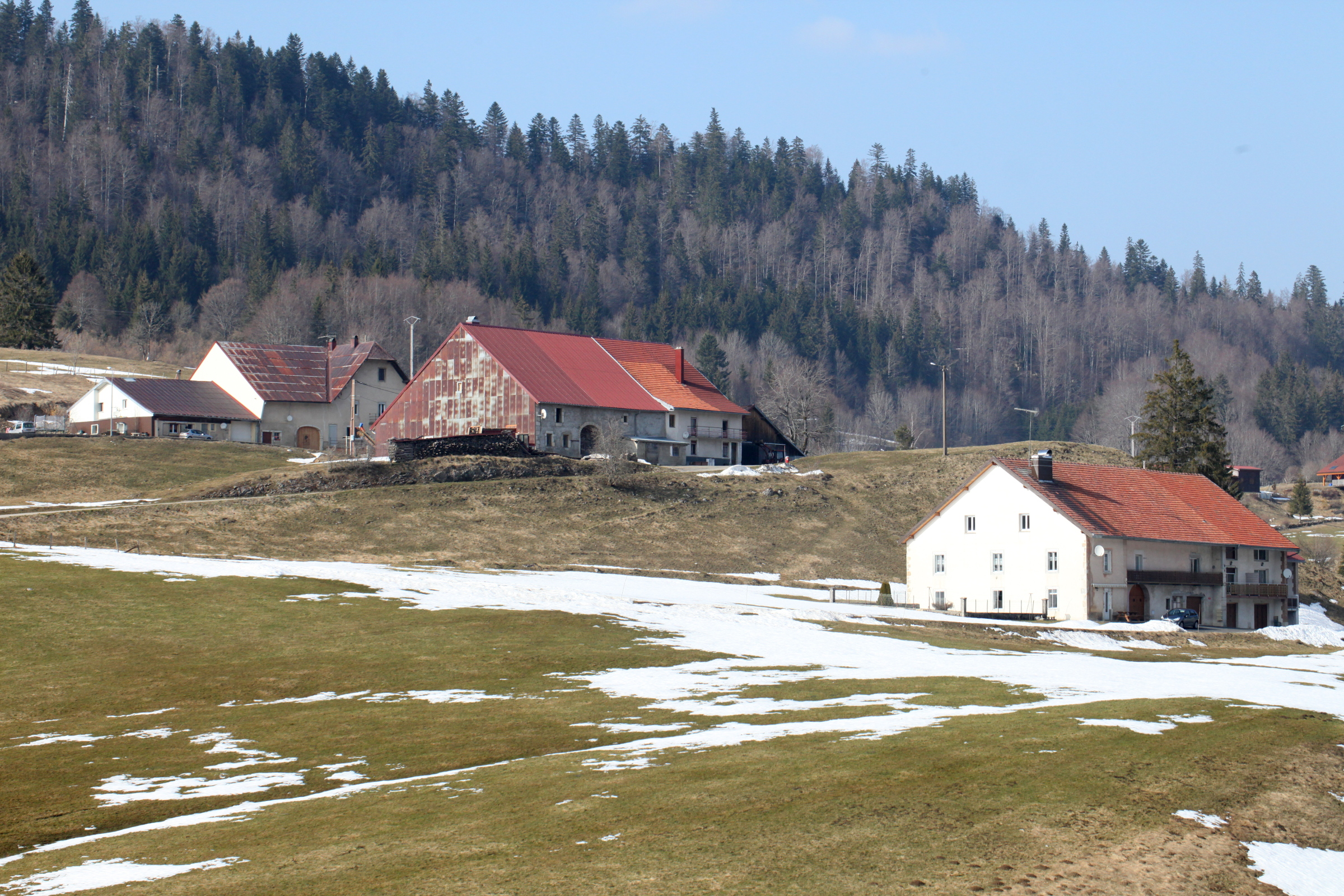
Maisons à Rondefontaine.